# باربرا هاريس (مغنية)
باربرا هاريس (بالإنجليزية: Barbara Harris)‏ هي مغنية أمريكية، ولدت في 18 أغسطس 1945.

## وصلات خارجية
- باربرا هاريس على موقع IMDb (الإنجليزية)